# George Douglas, 1. Earl of Dunbarton

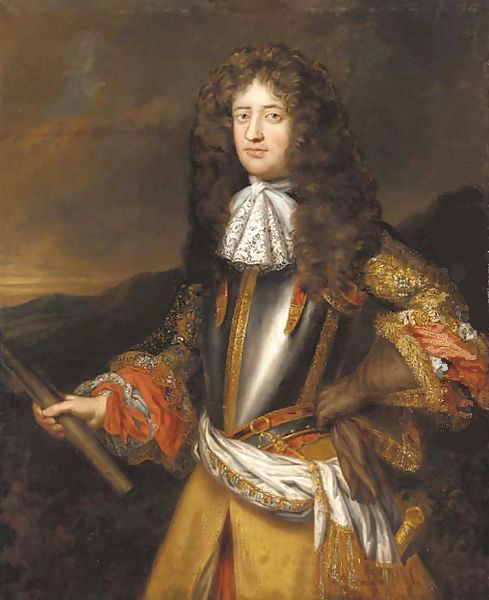
George Douglas, 1. Earl of Dunbarton

Wappen des Earl of Dunbarton

George Douglas, 1. Earl of Dunbarton KT (auch Dumbarton, * 1635; † 20. März 1692 in Saint-Germain-en-Laye), war ein schottischer Peer und General.

## Leben
Er entstammte dem Clan Douglas und wurde als jüngerer Sohn des William Douglas, 1. Marquess of Douglas (1589–1660), aus dessen zweiter Ehe mit Lady Mary Gordon (1600–1674), Tochter des 1. Marquess of Huntly, vermutlich auf Douglas Castle in Lanarkshire geboren. Als Sohn eines Marquess führte er seit Geburt das Höflichkeitsprädikat Lord. Während der Wirren der Kriege der Drei Königreiche wurde er spätestens 1647 nach Frankreich gebracht, um dort, entgegen der Vorgaben der damals im Schottland herrschenden protestantischen Covenanters, katholisch erzogen zu werden. In Frankreich wurde er Ehrenpage des französischen Königs Ludwig XIV.
Während der Zeit des Commonwealth England, Schottland und Irland übernahm er 1653 von seinem älteren Halbbruder Archibald Douglas, 1. Earl of Ormond, das Amt des Colonels eines schottischen Infanterieregiments, dass sich als Régiment de Douglas in französischen Diensten verdingte. Er diente während der Fronde und im Französisch-Spanischen Krieg auf Seiten der französischen Krone, als in letzterem 1655 die englische Republik auf Seiten der Franzosen in den Krieg eintrat, wurden er und sein Regiment nur noch zu Garnisonsaufgaben eingesetzt um einem Überlaufen zur spanischen Seite vorzubeugen.
Nach der Wiederherstellung der Monarchie in England, Schottland und Irland unter König Karl II. kehrte sein Regiment 1660 kurzzeitig nach England zurück und half bei der Niederschlagung des Venner-Aufstandes der Fifth Monarchy Men, blieb aber im Übrigen weiter in französischen Diensten. Erst anlässlich des Englisch-Niederländischen Krieges (1665–1667), in dem Frankreich auf Seiten der Niederländer stand, kehrte Douglas mit seinem Regiment nach England zurück wurde offiziell in englischen Sold genommen und erhielt Quartier im Marinestützpunkt Chatham in Kent. Nach Kriegsende kehrte Douglas nach Frankreich zurück, wohin sein Regiment im Rahmen des Vertrags von Dover 1670 als Subsidienregiment entliehen wurde. Er kämpfte auf französischer Seite im Niederländisch-Französischen Krieg (1672–1678), auch nachdem England 1674 aus diesem Krieg ausschied.
König Karl II. erhob Douglas am 9. März 1675 in der Peerage of Scotland zum Earl of Dunbarton und Lord Douglas of Ettrick. Sein Regiment wurde in der Folgezeit auch Dumbarton’s Regiment genannt. Ludwig XIV. ernannte ihn 1677 zum Maréchal de camp. Nach Kriegsende, 1678, kehrte Douglas mit seinem Regiment auf die britischen Inseln zurück. Nach der Thronbesteigung Jakobs II. im Februar 1685 half er ab Juni 1685 bei der Niederschlagung des Aufstandes unter Archibald Campbell, 9. Earl of Argyll, und war kurzzeitig, bis Oktober 1685, Oberbefehlshaber der königlichen Armee in Schottland. Zuletzt hatte er den Rang eines Major-General der schottischen Armee inne. 1687 erhielt er das Hofamt eines Gentleman of the Bedchamber und wurde, genauso wie sein Neffe James Hamilton, Earl of Arran, als Gründungsmitglied in den Distelorden aufgenommen.
Als König Jakob II. im November 1688 im Rahmen der Glorious Revolution abgesetzt wurde, folgte Douglas ihm ins Exil nach Frankreich, wo ihm Jakob II. eine monatliche Pension von 166 Livre gewährte. Er starb schließlich im März 1692 in Saint-Germain-en-Laye und wurde in der Abtei Saint-Germain-des-Prés bestattet.
Er war mit Anne Wheatley († 1691), Schwägerin des George FitzRoy, 1. Duke of Northumberland, verheiratet, und hinterließ aus dieser Ehe einen Sohn und Erben, George Douglas, 2. Earl of Dunbarton (1687–1749).